# Jewsuh (wieś)
Jewsuh (ukr. Євсуг) – wieś na Ukrainie, w obwodzie ługańskim, w rejonie starobielskim, w hromadzie Biłowodśk. W 2001 liczyła 1740 mieszkańców, spośród których 1574 wskazało jako ojczysty język ukraiński, 161 rosyjski, 1 białoruski, a 4 inny.